# Arundinella barbinodis
Arundinella barbinodis là một loài thực vật có hoa trong họ Hòa thảo. Loài này được Keng f. ex B.S.Sun & Z.H.Hu mô tả khoa học đầu tiên năm 1980.